# Алексий Комнин (дука на Дирахиум)
Алексий Комнин (на гръцки: Άλεχιος Κομνηνός) е византийски аристократ, племенник на византийския император Алексий I Комнин, при когото изпълнява длъжността дука на стратегическия град и тема Дирахиум от 1106 г. до след 1108 г. През това време той ръководи успешно отбраната на Дирахиум по време на продължителната обсада на града от норманите на Боемунд I Антиохийски, която завършва с примирието от Девол.

## Биография
Аалексий Комнин е втори син и трето дете на севастократор Исак Комнин, който е по-голям брат на император Алексий I Комнин. Майката на Алексий е Ирина Аланска – грузинска принцеса и първа братовчедка на императрица Мария Аланска. Предполага се, че Алексий е роден около 1077 г.
Почти цялата информация за живота на Алексий Комнин се съдържа в „Алексиада“, написана от братовчедка му Анна Комнина. За първи път за Алексий се споменава през пролетта на 1106 г., когато той е назначен за дука на Дирахиум на мястото на по-големия му брат Йоан Комнин. За по-ранния етап от живота и кариерата на Алексий не се знае нищо, но вероятно отрано е започнал да изпълнява различни длъжности подобно на брат си, който заел първия си пост на 19 години. Около 1094 г. Алексий се оженил за Зоя, чийто произход не е известен.
Постът управител (дука) на Дирахиум бил от огромно значение заради стратегическото разположение на града, който е смятан за ключът към Албания и е главно пристанище, през което се осъществявал достъпът от Италия към Балканите. Значението на града е най-добре илюстрирано по време на първото нашествие на норманите начело с Робер Гискар, случило се в ранните години от управлението на Алексий I Комнин. Предишният управител на града, Йоан Комнин, не демонстрирал необходимите качества за поста – освен че бил обвинен в заговор, той на няколко пъти допуснал да бъде разбит от далматинците и сърбите. Към 1106 г. императорът вече разполагал със сигурни сведения, че норманите на Боемунд I подготвят ново нашествие в онези земи, което налагало провеждане на необходимата подготовка за посрещането на нападението. Една от мерките, които императорът предприел, е укрепването на отбраната на Дрирахиум и областта му, като за целта Йоан Комнин бил освободен от поста си, а за нов дука на Дирахиум е назначен брат му Алексий Комнин, който получил задачата да укрепи града и да отблъсква всяко нападение. Нашествието на норманите започнало през октомври 1107 г., когато начело на 34-хилядна войска Боемунд I потеглил с флота си от Бриндизи. След като преодолял съпротивата на ромейския флот начело с великия дука Кондостефан, Боемунд извършил десант при Авлона, превзел града и на 13 октомври се явил пред Дирахиум. Започнала дълга обсада на града, но по-сериозни опити за превземането му Боемунд предприел едва през пролетта на 1108 г. Норманите успели да превземат три крепости около Дирахиум, но трите им опита да превземат със щурм града не дали резултат, защото в лицето на дука Алексий Комнин те се сблъскали с опитен пълководец, който със своята бдителност успял да осуети всичките им атаки. Междувременно положението на нашествениците се влошило, тъй като много крепости и проходи около Дирахиум били превзети от ромейски отряди, изпратени като подкрепление от император Алексий I Комнин, който с основните си сили се разположил край Девол, за да изчака удобен момент за решаващо сражение с норманите. Освен това обединеният ромейско-венециански флот успял да прекъсне продоволствените доставки на норманите от Италия. Въпреки че норманите успели да постигнат някои успехи, гладът, болестите и дезертирането успели да разстроят редиците им, те започнали да търпят поражения и Боемунд бил принуден да изпрати пратеници до дука Алексий, за да преговарят за мир. Според получените от чичо му инструкции Алексий Комнин препратил претаниците до императора и така в крайна сметка се стигнало до сключването на мирен договор в Девол, според който Боемунд признавал сюзеренитета на византийския император и се признавал за негов васал.
По-нататъшни сведения за живота и кариерата на Алексий Комнин липсват. Според Теодор Валсамон малко след 1130 г. съпругата на Алексий се разболяла тежко, а лекарите не успели да я излекуват, което накарало отчаяните ѝ роднини да се обърнат към шарлатани, които твърдели, че тя била жертва на черна магия, и дори открили в дома ѝ омагьосани восъчни фигурки, за което обвинили част от прислугата и антуража ѝ. Стигнало се до арести и мъчения, но не и до признания. В крайна сметка шарлатаните били изгонени от двореца, а патриарх Лъв осъдил някои от роднините и прислугата за практикуване на магия.